# Sielsowiet nowoiwanowski (rejon sudżański)
Sielsowiet nowoiwanowski (ros. Новоивановский сельсовет) – jednostka administracyjna (osiedle wiejskie) wchodząca w skład rejonu sudżańskiego w оbwodzie kurskim w Rosji.
Centrum administracyjnym sielsowietu jest sieło Nowoiwanowka.

## Geografia
Powierzchnia sielsowietu wynosi 55,68 km².

## Historia
Status i granice sielsowietu zostały określone ustawami z 2004 i z 2010 roku.

## Demografia
W 2017 roku sielsowiet zamieszkiwało 413 mieszkańców.

## Miejscowości
W skład sielsowietu wchodzą miejscowości: Nowoiwanowka, Aleksandrija, Zielonyj Szlach, Leonidowo, Pokrowskij, Tołstyj Ług.